# Varanus nebulosus
Varanus nebulosus (димчастий варан) — вид плазунів з родини варанових.

## Екологія
Мешкає в Бірмі, Таїланді та від Індокитаю до Західної Малайзії, Сингапуру, Яви й, можливо, Суматри.  місця проживання від чагарників до дощових лісів. Це денний і в основному наземний варан. Найчастіше спостерігається, коли риється серед опалого листя в пошуках жуків та інших комах. Також може бути помічений високо на стовбурах дерев або коли він досліджує дупла дерев: його довгі гострі зігнуті кігті роблять цього варана чудовим дереволазом.

## Опис
Довжина без хвоста: 60 см; загальна довжина: 150 см. Зовні схожий на Varanus salvator, відрізняється положенням ніздрів, які лежать на півдорозі між оком і мордочкою. Забарвлення містить жовті плями на світло-сірій або коричнево-сірій основі. Кремезний, голова широка з короткою мордою. Ноги сильні, задні — довші ніж передні. Хвіст сплюснутий з боків і має подвійний центральний гребінь. Димчастий варан підтримує свою температуру тіла в межах 28.8–36.0 °C. Існує сильна кореляція між температурою тіла і температурою навколишнього середовища.